# Razonamiento inductivo
El razonamiento inductivo o inducción es una forma de razonamiento en que la verdad de las premisas apoyan la conclusión, pero no la garantizan. 

## Fundamentos

### Ejemplo clásico
Un ejemplo clásico de razonamiento inductivo es:
1. Todos los cisnes observados hasta el momento han sido blancos
2. Por lo tanto, todos los cisnes son blancos

En principio, podría ser que el próximo cisne que se observe no sea blanco. En contraste a los razonamientos deductivos, los razonamientos inductivos tienen la ventaja de ser ampliativos, es decir que la conclusión contiene más información de la que hay contenida en las premisas. Dada su naturaleza ampliativa, los razonamientos inductivos son muy útiles y frecuentes en la ciencia y en la vida cotidiana. 
Sin embargo, dada su naturaleza falible, su justificación puede ser problemática. ¿Cuándo estamos justificados en realizar una inferencia inductiva, y concluir, por ejemplo, que todos los cisnes son blancos a partir de una muestra limitada de ellos? ¿Qué distingue a un buen argumento inductivo de uno malo? Estos y otros problemas relacionados dan lugar al problema de la inducción, cuya vigencia e importancia continúa desde hace siglos.

### Descripción general
La lógica inductiva estudia las maneras de medir la probabilidad de que una conclusión sea verdadera, así como las reglas para construir argumentos inductivos fuertes. A diferencia de los razonamientos deductivos, en los razonamientos inductivos no existe acuerdo sobre cuándo considerar un argumento como válido. De este modo, se hace uso de la noción de «fuerza inductiva» que hace referencia al grado de probabilidad de que una conclusión sea verdadera cuando sus premisas son verdaderas. Así, un argumento inductivo es fuerte cuando es altamente improbable que su conclusión sea falsa si las premisas son verdaderas.
Tradicionalmente se consideraba, y en muchos casos todavía se considera, que la inducción es un método «bottom-up», o que «va de lo particular a lo general». Es decir, es una modalidad de razonamiento que, a partir de premisas que contienen datos particulares o individuales, obtiene conclusiones generales. Por ejemplo, a partir de la observación repetida de objetos o eventos de la misma índole se establece una conclusión general para todos los objetos o eventos de dicha naturaleza. Esto, en oposición a la deducción, que sería un método «top-down», o que «va de lo general a lo particular».

### Particularidades
Sin embargo, esa definición ha caído en desuso. Si con estas definiciones de deducción e inducción se quiere decir que en un argumento inductivo válido las premisas son siempre todas afirmaciones particulares y la conclusión es una afirmación general (esto es, cuantificacional).  Lo anterior, es dado porque es posible tanto enunciar proposiciones inductivas en forma «deductiva» como de manera que no corresponden formalmente a lo que clásicamente se consideraba razonamiento inductivo. Cuando en este método se parte de algunos casos, la inducción se denomina «incompleta»; por el contrario, cuando se enumeran todas las cosas para llegar a una conclusión general, esta inducción se conoce como «completa».
Consecuentemente, en el presente, «mucho de la inferencia sintética o contingente ahora se toma como inductiva, algunas autoridades van tan lejos como a considerar toda inferencia contingente como inductiva.» Véase Juicios analíticos y sintéticos y Peirce en La inducción como probabilidad más abajo.
Muchos consideran que aunque la inducción no se puede validar (ver Problema de la inducción y más abajo), dado que expande nuestro conocimiento del mundo real, es parte indispensable del método científico: «La gran ventaja de la inducción no es que se puede justificar o validar, como puede la deducción, pero que, con cuidado y un poco de suerte, puede corregirse, como otros métodos no lo hacen.»

## Inducción tradicional

### Orígenes
El origen del método inductivo en la filosofía moderna se debe a la obra de Sir Francis Bacon en su Novum organum, en la cual «encontramos el primer intento sistemático por mostrar la importancia del argumento inductivo en la formación del conocimiento científico en contraposición al deductivismo imperante en la época, antecediendo dicha exposición con un intento de clarificación del concepto de Inducción basado en el pensamiento aristotélico.».
Bacon acepta la definición de Aristóteles de la inducción: «La inducción es un tránsito de las cosas individuales a los conceptos universales», la clarifica argumentando que significa obtener los axiomas sobre los que se basa el razonamiento correcto a partir «de los sentidos y los hechos particulares elevándose continua y progresivamente para llegar, en el último lugar a los principios más generales; este es el camino verdadero, pero todavía no probado», establece como método que «la inducción que ha de ser útil para el descubrimiento de las ciencias y las artes, debe analizar la naturaleza por las debidas eliminaciones y exclusiones; y luego, tras un número suficiente de negativas, concluir sobre hechos afirmativos».
Los elementos de ese método son: «la tabla de presencia», «la tabla de ausencia» y «la tabla de grados». En la primera se hace un inventario de los hechos donde aparece el fenómeno (que Bacon llama «la naturaleza») bajo estudio, tratando que esos hechos sean de características muy variadas para lograr así la visión más completa posible de lo que la experiencia ofrece; en la segunda tabla se deben recoger hechos donde el fenómeno en cuestión no está presente, pero estos hechos deben ser similares a los recogidos en la primera tabla, para así eliminar aquellos casos donde se pueda contraponer un caso negativo; en la tercera tabla debemos ubicar casos donde el fenómeno varía en intensidad aparente. A partir de todo eso, Bacon sugiere que: «Entonces realmente, después de hecha la separación y exclusión en debida forma, quedará en segundo (y como en el fondo), desvaneciéndose en humo las opiniones volátiles, la forma afirmativa, sólida y verdadera y bien determinada».

### Inducción de acuerdo con Hume: orígenes y problemas
Posteriormente David Hume introduce una distinción entre «ámbitos» del conocimiento que, incluso en el presente, muchos consideran fundamental: «Las existencias reales, las cuestiones de hecho, así como las relaciones de ideas, son, epistemologicamente hablando irreductibles. Se necesitan métodos distintos para dar razón de unas y otras. La deducción es válida para las segundas, solo la inducción lo es para las primeras. La distinción entre estos dos ámbitos de conocimiento la fórmula Hume diciendo, en primer lugar, en el Treatise: ‘El entendimiento se ejerce en dos formas diferentes, cuando juzga desde la demostración o desde la probabilidad; cuando considera las relaciones abstractas de nuestras ideas o aquellas relaciones de objetos de las que solo la experiencia nos da información».
Para Hume la inducción es, básicamente, un proceso psicológico: nuestros aparatos mentales (y no solo los humanos) están evolutivamente adaptados para generalizar a partir de instancias específicas. Parafraseando se puede decir que el venado que no aprende - a partir de la instancia de lobos atacando otro venado de la que fue testigo- que los lobos le son peligrosos, no sobrevive por mucho. Dado que las inducciones son acerca de hechos, es decir, acerca de contingencias, carecen, por principio, de certidumbre lógica, es decir, son inciertas (Hume va tan lejos como para sugerir que no hay necesidad lógica alguna que sea correcto que el sol saldrá mañana). Esto da origen al problema de la inducción.
En otras palabras, una inducción se origina cuando notamos que ciertos hechos parecen repetirse. Es decir, si se quiere, una cuestión de lo que estamos acostumbrados. En las palabras de Hume: «la costumbre es, pues, la gran guía de la vida humana. Tan solo este principio hace que nuestra experiencia nos sea útil y nos obliga a esperar en el futuro una serie de acontecimientos similares a los que han aparecido en el pasado. Sin el influjo de la experiencia estaríamos en total ignorancia de toda cuestión de hecho, más allá de lo inmediatamente presente a la memoria y a los sentidos» (Hume, 1980-1, 68).
Hume sugirió que el problema de la inducción se puede resolver estableciendo criterios, reglas o cánones que permitieran utilizar la inducción adecuadamente. «Es solo siguiendo ciertas reglas generales, que pueden corregirse en sus errores. (Ver Bates 2005 para una discusión de este proceso).». Desde ese punto de vista Hume propone dos tipos básicos de inducciones:
- Por contigüidad. Si muchas veces y sin excepción percibimos que A precede a B, podemos concluir que A causa B. En otras palabras: dado cualquier par de objetos el uno seguido por el otro, donde todos los objetos similares al primero son seguidos por objetos similares al segundo, se establece una relación causal.
- Por enumeración: si cada instancia específica de algún fenómeno que se examine muestra una cierta característica, podemos esperar que cualquier caso de ese tipo que examinemos en el futuro mostrara esa característica. En otras palabras: si cada A examinada es B, A es B. Por ejemplo, si cada esmeralda que hemos visto en el pasado es verde, podemos esperar que todas las esmeraldas sean verdes. Estas inducciones establecen una probabilidad.

### Inducción de Herschel: búsqueda de causas
John Herschel busca resolver el problema de la inducción argumentando que para cada nuevo hecho científico, incluyendo hipótesis, hay dos aspectos distintos: el descubrimiento y su verificación. Herschel notó que el método para formular una hipótesis no tiene nada que ver con su mayor o menor aceptación: una propuesta derivada de observaciones cuidadosas, sistemáticas, puede tener el mismo valor que una intuición momentánea o incluso accidental, si sus predicciones se cumplen en la realidad. El proceso científico tiene dos momentos diferentes: una es el contexto del descubrimiento, y la otra el contexto de la validación o justificación. (Esta sugerencia fue posteriormente modificada y formalizada por Hans Reichenbach).
En la opinión de Herschel, el proceso de descubrimiento de las relaciones causales que sostienen las leyes científicas o relaciones que afectan a un fenómeno es básicamente inductivo. El interés de Herschel es el asunto del descubrimiento de tales relaciones. Al igual que Hume, Herschel establece dos tipos de inducciones, basados en dos principios generales.
- Principio de clasificación: investigación y comparación de individuos de alguna supuesta clase. Este tipo es apropiado cuando una ciencia está en el comienzo de su desarrollo. Consiste en tratar de encontrar las características que esos individuos comparten, aparte de lo que llevó a agruparlos como clase para empezar.
- Principio de comparación y contraste: estudiar las clases ya establecidas (por el principio anterior) tomando nota de sus similitudes y diferencias. Por ejemplo, la comparación y contraste de los fenómenos eléctricos y los magnéticos. Esta aproximación es conveniente cuando los hechos a estudiar son numerosos y bien documentados, es decir, cuando alguna rama de la ciencia ya ha logrado algún desarrollo.

Esos principios se aplican dando atención a los siguientes aspectos o criterios:
- Conexiones causales: La detección de una posible causa mediante la comparación de los casos examinados debe conducir a una de dos cosas: (A) la detección de la causa real y su manera de actuar, lo que proporciona una explicación completa de los hechos; o (B) el establecimiento de una ley abstracta de la naturaleza, señalando dos fenómenos generales como siempre conectados-donde hay uno, el otro también aparece. La conexión invariable es un fenómeno de orden superior al de un hecho en particular. Cuando se descubren muchas de tales conexiones, se puede volver a «clasificar, combinar y analizar, con miras a la detección de sus causas, o el descubrimiento de las leyes aún más generales, y así sucesivamente sin fin».
- Semejanzas: Cuando los hechos son similares en un cierto respecto en todos los casos, entonces esta es la causa del fenómeno o, si no, es un efecto colateral de la misma causa. Esta posibilidad se convierte en certeza si, entre todos los casos, solo hay un punto de acuerdo. Si hay más de una semejanza, puede haber «causas concurrentes».
- Intensidades: Las causas se hacen, generalmente, más evidentes cuando arreglamos los hechos en orden de la intensidad en la que alguna cualidad peculiar existe, aunque no necesariamente, ya que puede ser que estén actuando al mismo tiempo otros factores que contrarresten o modifiquen las causas.
- Analogías fuertes: En la presencia de fuertes similitudes entre dos o más fenómenos o clases de fenómenos, no es posible negar la existencia de una causa por el simple hecho que no sea evidente cómo una puede producir el efecto. Debemos remitirnos a la experiencia y tratar de aclarar el misterio, en lugar de decidir «a priori».
- Exclusiones: Si en nuestro grupo de hechos hay uno en el cual no se observa el fenómeno causal postulado, o encontramos lo contrario, entonces tal peculiaridad no es la causa que buscamos. Las causas preceden a los efectos, así que si hay un hecho en el cual no se revela la causa predicada, sigue que esa no puede ser la causa que estamos buscando.
- Hechos contrarios: hechos contrarios u opuestos son tan instructivos, para el descubrimiento de causas, como son los hechos favorables.
- Diferencias de antecedentes: Si podemos encontrar en la naturaleza, o producimos experimentalmente, dos ejemplos de grupos de elementos o factores que coinciden exactamente en todo aspecto, menos uno en particular, la influencia de esa diferencia en el fenómeno consecuente debe ser profundizada: la producción o no producción del fenómeno bajo estudio determinará si el factor presente o ausente es o no es la única causa. Esto es aún más evidente si se puede lograr una inversión: al introducir el elemento donde no estaba y eliminarlo donde estaba, el efecto también se revierte. Pero si la presencia total o ausencia de este factor o elemento solamente produce un cambio en el grado o la intensidad del fenómeno, solo podemos concluir que actúa como una causa concurrente con alguna otra, que debe buscarse.
- Causas contrarias: que son los factores que contrarrestan o introducen modificaciones en casos en que los fenómenos deberían haberse manifestado en cierta forma, no lo hacen. Las excepciones a una ley general propuesta pueden, a menudo, ser explicadas o excluidas mediante la consideración o eliminación de causas opuestas.
- Variaciones concomitantes: Si estamos tratando de descubrir la influencia de algún factor o circunstancia, y no se lo puede eliminar por completo o interfieren otros factores, debemos alterar su influencia a través de la introducción de otro factor, que creemos que es probable afecte el fenómeno resultante, y así obtener una evidencia indirecta de su influencia.
- Residuos o subducciones: fenómenos complicados tienen una pluralidad de causas, que concurren, se oponen o son independientes unas de otras y operan simultáneamente, y por tanto, producen un efecto complejo. El fenómeno se puede simplificar, resumiendo o «subduciendo» el efecto de todas las causas conocidas, ya sea por razonamiento deductivo o apelando a la experiencia, siendo el resultado un «fenómeno residual» que requiere explicación. Este es el proceso, en la opinión de Herschel, mediante el cual una ciencia avanzada progresa. La mayoría de los fenómenos naturales son, cuando los efectos de todas las causas conocidas se estiman con exactitud y subducidas, muy complejos. Los hechos residuales están constantemente manifestándose bajo la forma de nuevos fenómenos, cuyos estudios conducen a las conclusiones más importantes.

A partir de las leyes descubiertas por lo anterior, Herschel postula se generan teorías, en un paso ulterior y de más elevado nivel al establecimiento de leyes, lo que también significa que dependen mucho menos de la realidad. Las teorías son más bien creaciones de la mente.

### Los cánones de Mill
Según John Stuart Mill, los primeros cuatro cánones, apuntan a concluir qué circunstancia hallada en los casos es causa del fenómeno estudiado. En el último, las causas se buscan en otros fenómenos.

#### I. Método de la concordancia
Sirve para identificar las condiciones necesarias. Se rige por el siguiente principio, a saber: «Cualquier propiedad que se encuentre ausente cuando el efecto esté presente no puede ser una condición necesaria». Esto es lo mismo que decir: «Cualquier posible causa necesaria para que ocurra un efecto que se encuentre ausente cuando el efecto está presente, no puede ser una condición necesaria del efecto».
Por ejemplo: supongamos que estudiamos la combustión (o lo que es lo mismo, la propiedad condicionada «combustión») y deseamos dilucidar cuáles son las posibles causas (o lo que es lo mismo, las posibles propiedades condicionantes) de la misma. Para que se produzca la combustión son causas necesarias: el combustible, el oxígeno y la chispa. Supongamos ahora que en una situación dada observamos el fenómeno de la combustión. Supongamos ahora que sospechamos algo absurdo: que el agua es una posible causa necesaria para la combustión. Ahora, en una situación dada, observamos que la posible propiedad condicionante «agua» está ausente cuando el efecto de la combustión está presente. De este modo concluimos que el agua no puede ser condición necesaria para la combustión, ya que observamos que el agua se encuentra ausente cuando el efecto, la combustión, está presente. Si esta observación se produce una y otra vez, tenemos motivos fundados para concluir que, mientras que la experiencia de otras observaciones no demuestre lo contrario, el agua no puede ser condición necesaria para la combustión.

#### II. Método de la diferencia
Si una circunstancia entre varias iguales es la que distingue al resto de los casos, y el fenómeno se da diferente en ese caso, entonces dicha circunstancia es la causa del fenómeno.

#### III. Método de la concordancia y diferencia
Es el método de la concordancia, que se verifica con el método de la diferencia. Este método puede parecer más seguro. Sin embargo, tampoco es infalible.

#### IV. Método de los residuos
Consiste en eliminar determinadas circunstancias, e ir observando si el fenómeno persiste.

#### V. Método de las variaciones concomitantes
Consiste en observar las variaciones del fenómeno, y descubrir qué otro fenómeno varía de manera concomitante. Si se encuentra, ese puede ser la causa del fenómeno estudiado.
En la práctica Mill sugiere pasar de lo particular a lo particular, evitando generalizaciones (por lo menos, las prematuras) pero asumiendo que eventos en el futuro continuaran presentando la misma forma o que las mismas causas ocasionaran los mismos efectos observados en el pasado (ver Causalidad (filosofía). Lo que implica, por ejemplo, la creencia que las leyes científicas serán válidas en el futuro — Mill llamó a esta asunción el principio de la uniformidad de la naturaleza — a fin de establecer relaciones de causas específicas.
Por ejemplo: he visto ese cisne y era blanco. He visto ese otro cisne y era blanco. Y otro más, y aún otro... etc. Espero que el próximo cisne que vea será blanco. Lo mismo pero explicitando el principio de uniformidad: he visto ese cisne y era (por cualquier motivo) blanco. Ese otro cisne era (por cualquier motivo, pero presumiblemente el mismo) blanco.... Espero que el próximo cisne será (por cualquiera que sea ese motivo) blanco. Lo mismo después de estudios: los cisnes europeos son, debido a causas genéticas, blancos. Otros, debido a esas causas, no lo son.
Siguiendo la posición que Mill delinea más arriba, es posible entonces dilucidar cuales son las situaciones que permiten establecer suficientemente, a partir de un solo caso, una inducción correcta: si por examen de casos similares se ha establecido la causa del fenómeno (por ejemplo: el establecimiento de que el color del plumaje de los cisnes depende de causas genéticas) bastaría un solo ejemplo de un cisne azul para poder generalizar que, dada ciertas circunstancias (que produzcan variabilidad genética), los cisnes tienen plumaje azul. Si generalizamos lo anterior a decir que las características morfológicas de los animales en general (incluyendo aves) se deben a razones genéticas, bastaría un solo ejemplar de algún orden (biología) o especie -hasta entonces desconocida- para poder postular la existencia de esa especie. Y con algunas observaciones, se puede afirmar tal existencia. (ver, por ejemplo: Homo floresiensis).
El «principio de la uniformidad de la naturaleza» es conocida en el presente como el principio de invariancia («Por ejemplo, la regla que describe la fuerza de gravedad de Newton entre dos trozos de materia es la misma tanto si están en esta galaxia o en otra (invariancia traslacional en el espacio). También es la misma hoy como lo fue hace millones de años (invariancia traslacional en el tiempo). La ley no funciona de manera diferente dependiendo de si un trozo está al este o al norte de la otra (la invariancia rotacional). La ley tampoco tiene que ser cambiado dependiendo de si se mide la fuerza entre los dos trozos en una estación de ferrocarril, o hacer el mismo experimento con los dos trozos en un tren en movimiento uniforme (principio de la relatividad)») o principio de simetría («Tan lejos como puedo ver, todas las declaraciones a priori en física tienen origen en la simetría ».) y, aun cuando no es generalmente especificado, es difícil sobrestimar su importancia: «El (fundamento) de la inducción es el principio de la uniformidad de la naturaleza. Indudablemente, este principio es un presupuesto general de toda labor científica.». «La simetría es el principio universal de la naturaleza, el principio que empapa la totalidad del universo y revela una pintura unificada desde el núcleo atómico y moléculas al sistema solar y las metagalaxias. Una unificación de las bien conocidas leyes de la belleza -una idea que coincide con la de súper unificación en física- sobre las bases que el principio general de simetría hace posible referirse a la simetría como el principio más importante de la armonía tanto en el universo como en el arte» y «Hay una íntima relación entre las leyes de la conservación de la física y los «principios de invariancia». (véase también Invariancia galileana; Principio de Curie y teorema de Noether).

## Ejemplos

### Ejemplo 1
Considérese el siguiente argumento:
1. Tengo un automóvil que está hecho de hierro
2. El automóvil de mi vecino está hecho de hierro
3. El automóvil de mi padre está hecho de hierro
4. Por lo tanto, todos los automóviles están hechos de hierro

### Ejemplo 2
1. El animal A, el animal B y el animal C están compuestos de células
2. El animal A, el animal B y el animal C son gatos
3. Los gatos son animales
4. Entonces, todos los gatos están compuestos de células[32]

### Ejemplo 3
1. El hierro es un buen conductor de la electricidad
2. El cobre es un buen conductor de la electricidad
3. El hierro y el cobre son metales
4. Los metales son buenos conductores de la electricidad

### Ejemplo 4
1. Mi vecino tiene un perro guardián que ladra cuando se acerca un desconocido.
2. Mi padre tiene un perro que avisa a su amo de la misma manera cuando se acercan extraños.
3. Cuando los extraños entran en la propiedad del dueño, el perro avisa a su dueño.
4. De este modo, todos los perros guardianes alertan a sus dueños cuando un extraño entra en su territorio.[33]

## Inducción como probabilidad

### Peirce:Probabilidad frecuentistay división tri-partita de los razonamientos
En 1878 Charles Sanders Peirce reintroduce una diferencia entre razonamientos analíticos (o explicativos) y sintéticos (o extensivos, en que extienden nuestro conocimiento). Deducciones son analíticas. Tanto inducciones como abducciones son sintéticas (véase también Distinción analítico-sintético). Estas tres modalidades del pensamiento «cooperan en el método de investigación», generando así un circuito en el cual ninguna parte garantiza, por sí misma, la corrección de alguna proposición, pero el circuito en general ofrece grados crecientes de disminución de incertidumbre tales que «si se persiste en este método, a larga producirá la verdad».

Circuito empírico: Hacer predicciones.- «Determinar» observaciones (a realizar).- Evaluación de los resultados.- Preparación de hipótesis

El circuito funciona de la siguiente manera: las abducciones generan hipótesis. La deducción predice las consecuencias experimentales que se deberían observar si la hipótesis fuera correcta. La inducción, ahora, no descubre leyes ni es creativa, sino que verifica las hipótesis propuestas mediante la experimentación (generando grados estadísticos de corroboración). Si las observaciones que tales experimentos implican no corresponden a las consecuencias derivadas de las hipótesis, se generan nuevas hipótesis. Si corresponden, se repiten las observaciones, con un grado creciente de confianza. (ver Precisión y exactitud y Certeza y opinión)
El ejemplo que Peirce ofrece se puede presentar así: considérese que tenemos un número grande (por decir algo: veinte mil) de cajas que fueron llenadas aleatoriamente de canicas o bolitas desde un galpón que estaba lleno de tales canicas y que deseamos determinar de que color o colores son (un problema real similar típico es determinar la proporción de elementos en una cadena de producción que están dentro de parámetros aceptables). Supongamos que, después de extraer al azar y examinar cien bolitas de cada una de veinte cajas encontramos que (a fin de simplificar) en promedio tres de cada cien de esas bolitas son blancas y el resto rojas. Asumimos entonces que la relación total entre las canicas corresponde a ese porcentaje. Si tal abducción es correcta, sigue que futuras observaciones mostraran la misma proporción «dentro de ciertos parámetros» (ver intervalo de confianza).
El papel de la inducción es entonces determinar, por un lado, si las observaciones corresponden a lo predicho por la deducción y, por otro, y más en general, cuantas y cuales observaciones confirmarían -y con cual confianza- la predicción. Continuando con el ejemplo: no es realista esperar que, si el tres por ciento de una gran cantidad de canicas son blancas y el resto rojas, cada muestra que se obtenga aleatoriamente de esas canicas contendrá exactamente tres por ciento de canicas blancas. Algunas no contendrán ninguna bolita blanca, otras, cinco o diez. Es posible -con la información dada- que eventualmente se modifique la abducción a que las blancas son cuatro o cinco por ciento y que, en adición, hay un uno o menos por ciento de otros colores, etc. Cuales y cuantas observaciones debemos efectuar antes de poder decidir con algún grado de confianza cual es el caso?. (ver Hipótesis en estadística inferencial)
Desafortunadamente, el trabajo de Peirce fue poco conocido en ámbitos lógicos y filosóficos. Sin embargo, posiciones similares fueron avanzadas por el filósofo inglés Frank P. Ramsey (1926) y el matemático italiano Bruno de Finetti (1937), pero basándose en el teorema de Bayes, que utiliza el concepto de Probabilidad condicionada. Esto llevó al desarrollo de «El llamado enfoque bayesiano o lógica inductiva».
El resultado práctico de lo anterior es que, a nivel filosófico y lógico, especialmente entre aquellos influidos por el empirismo, el método inductivo probabilistico, aún en el presente, se basa en la aproximación de Bayes, mientras que muchos científicos, especialmente aquellos influidos por el pragmatismo, simplemente utilizan aproximaciones derivadas del método de Peirce
Al explicar esta noción Peirce ofrece una explicación de la prueba de hipótesis que es equivalente a la de la estadística estándar de pruebas de hipótesis. En efecto, tenemos una versión de intervalos de confianza y la opción de escoger significación estadística para rechazar la hipótesis nula. Tales ideas se convirtieron en estándar en el siglo XX como resultado de los trabajos de Ronald Fisher, Jerzy Neyman, y otros. Pero ya en 1878, en su artículo «La de probabilidad de inducción», Peirce había resuelto el asunto. (Este tema ha sido discutido expertamente por Deborah Mayo, que también ha demostrado que la corrección de errores implícita en la prueba de hipótesis estadística está íntimamente afiliado con la noción de Peirce de la ciencia como siendo «auto-corrección» y convergencia a «la verdad».).

### Inducción como creencia racional: Keynes, Carnap, Popper y Lakatos
Los desarrollos de la aproximación bayesiana tuvieron gran importancia para el desarrollo del método científico a través de las obras de Karl Pearson y, en el caso de las ciencias sociales, el de John Maynard Keynes ya que sentaron las bases para el uso de la estadística en el área. Keynes no solo contribuyó fuertemente a la difusión de la aproximación sino que transformó el problema, al apuntar que el meollo del asunto no es tanto la demostración de generalizaciones, sino el grado de creencia racional -o confianza- que se puede tener en ellas.: «Podemos reformular el método inductivo en términos estadístico – probabilísticas. Esto significaría lo siguiente: suponer que como consecuencia del «salto inductivo» hacia la generalización, a esta no se la dará por verificada, sino que se la afirmará con carácter probabilístico. Podríamos sostener así que este método genera una justificación atenuada para el contexto de justificación: se verifica la asignación probable de un determinado enunciado.».
A partir de lo anterior, y nivel lógico propiamente tal, se destaca el trabajo de Rudolf Carnap, quien establece una distinción dura entre la inducción y el método inductivo. En relación con la inducción, Carnap postula reglas (fórmulas, en realidad) que la generan. En relación con el método, todo lo relacionado con asuntos de evidencia, validez, etc. (por ejemplo, reglas acerca de como seleccionar muestras).: «En esta situación se encontraría la lógica inductiva de Carnap, una teoría según la cual la esencia del razonamiento inductivo consiste en la determinación de valores de probabilidad de las hipótesis científicas en razón de los datos de experiencia. Para Rudolf Carnap (1891-1970), en efecto, la tarea de la lógica inductiva no consiste en el descubrimiento de leyes generales, sino en la determinación del grado de confirmación o probabilidad lógica de una hipótesis dada sobre la base de la experiencia disponible. La función de la lógica inductiva comienza para Carnap sólo cuando se dispone de una hipótesis explicativa de determinados fenómenos, cuya probabilidad a posteriori se trata de averiguar.». Una parte importante en la aproximación delineada por Carnap es el énfasis en cuestiones lingüísticas.
Un aspecto importante para esta aproximación es el establecimiento de algún criterio de adecuación, es decir, un mecanismo que permita considerar que, en la medida que la evidencia se acumula, el grado de apoyo (tal como es medido por la lógica) de las proposiciones falsas o menos adecuadas a la realidad disminuye y el de las más adecuadas aumenta.
Parece claro que para proveer tal criterio, una lógica inductiva tendrá algo así como las siguientes características
1. La lógica inductiva debe proporcionar una generalización cuantitativa de la lógica deductiva (clásica). Es decir, las relaciones de implicación/vinculación y refutación deductiva deben ser incorporadas como un caso límite (extremo) de los de los casos de "vinculación parcial" y "refutación parcial", los que, a su vez, se sitúan en algún lugar de un continuo (o rango) entre estos dos extremos.
2. La lógica inductiva debe usar la probabilidad (en su sentido moderno) como la base fundamental de su centro conceptual.
3. La lógica inductiva (es decir, las relaciones no-deductivas entre proposiciones que son caracterizadas por la lógica inductiva) debe ser objetiva y lógica.

Este asunto es quizás uno de los puntos más complejos en la materia. Generalmente es considerado que Carnap y otros induccionistas no lograron establecer tal criterio. Sin embargo, de acuerdo a Imre Lakatos, Karl Popper, quien era anti-inductivista, por lo menos en el sentido usual de la palabra - lo hizo: «Sin embargo, su tercera nota, publicada en 1958, representa un cambio interesante. En esta nota Popper elaboró una medida para los grados de corroboración de teorías estadísticas, dada evidencia interpretada estadísticamente, una "métrica o lógica absoluta", basada en consideraciones puramente lógicas, que él consideró "completamente adecuada"».
Lo anterior creó una situación confusa, que ha incluso llevado a algunos autores a considerar a Popper un inductivista. (ver Lakatos, op. cit). En un esfuerzo para resolver el problema, Lakatos introduce una distinción entre lo que el llama «empirismo neoclásico» (de Carnap, etc) y «empirismo crítico», que atribuye a Popper pero que parece más bien representar la posición de Lakatos mismo.
Es importante notar, sin embargo, que Lakatos no es un inductivista en el sentido de creer que es posible establecer la «verdad» a través de una lógica inductiva (ver Falsacionismo sofisticado). Para el la lógica inductiva es una lógica de descubrimiento: «Hay entonces un esquema por el cual uno avanza del ingenuo "lanzar una idea" de Popper al método de las pruebas y refutaciones (no conjeturas y refutaciones) para después, dando otro paso, a los programas de investigación matemáticos. Este esquema refuta la proclama filosófica que la fuente heurística de esos programas de investigación es siempre alguna gran visión metafísica. Un programa de investigación puede ser de origen humilde: puede originarse en una generalización de bajo nivel. Mi estudio de caso rehabilita, en un cierto sentido, la heurística inductiva; frecuentemente es el estudio de hechos y la práctica de generalizaciones de bajo nivel que sirven de punto de partida de los programas. La matemática y la ciencia están inspiradas importantemente por hechos, generalizaciones factuales y después por este imaginativo análisis deductivo».

### Crítica de Hempel a la lógica inductivista
En la década de los cuarenta del siglo XX Carl Hempel avanzó una crítica tanto a la interpretación lingüística como estadística de la inducción, exponiendo lo que él consideraba una falla que hace imposible la consistencia lógica en cualquier lógica inductiva. Esta falla básica es conocida técnicamente como la paradoja de la confirmación y, más comúnmente, como la Paradoja del cuervo. Estas sugerencias llegaron a ser dominantes en la filosofía de la ciencia en las décadas del 50 y 60
El problema sugerido por Hempel es que, cuando enunciamos una proposición general o avanzamos una hipótesis, estamos al mismo tiempo avanzando una o varias hipótesis que son lógicamente equivalentes. Por ejemplo, cuando decimos que los cuervos son negros, decimos también que aquellas cosas que no son negras no son cuervos. Si aceptamos la suposición que la creencia en esas afirmaciones aumenta o disminuye en relación con la evidencia que observemos, sigue que cualquier observación de cosas que no sean ni cuervos ni negras (por ejemplo, un zapato blanco) debería aumentar el grado de confianza de nuestra creencia racional en el que los cuervos son negros.
A pesar de lo anterior, Hempel no rechaza totalmente el uso de la inducción, sino más bien sugiere su incorporación a la elaboración de «sistemas teóricos», que deben ser evaluados de acuerdo a una variedad de criterios, que incluyen:
- Claridad y precisión con la que son formulados (incluyendo sus relaciones con el lenguaje de observación)
- Capacidad del sistema para explicar y predecir el fenómeno bajo observación.
- Simplicidad formal del sistema, asumiendo que ese logra un cierto grado de poder o capacidad (explicativa y predictiva) (ver elegancia formal).
- Grado de confirmación positiva por evidencia experimental que el sistema ha logrado.

Una formulación alternativa sería: «Hempel busca condiciones de adecuación para un eficiente criterio general de confirmación, razonables y materialmente adecuadas. Plantea la posibilidad de tres. Primero, la condición de implicación, donde toda oración lógicamente implicada por un informe de observación es confirmada por éste. Segundo, la condición de consecuencia, donde todo informe de observación que confirma una hipótesis también confirma sus consecuencias, léase hipótesis equivalentes o más débiles, que nunca más fuertes. Tercero, la condición de consistencia, donde todo informe de observación lógicamente consistente es compatible con las hipótesis que confirma: a menos que sea contradictorio, no confirma hipótesis incompatibles o contradictorias. Estas serán la base de su postulado.».
En resumen: Hempel acepta el método hipotético-deductivo -que él llama nomológico-deductivo - como el método científico. En ese esquema, Hempel acepta la inducción solo para justificar «probabilisticamente» alguna hipótesis, pero para esa justificación transforma las proposiciones inductivas en proposiciones cuasi-deductivas (en que su «confirmación» se deriva de principios asumidos, es decir, no confiere certeza absoluta, sino solo un grado de racionalidad a su aceptación): «Hempel niega la justificación de la inducción. Considera que los razonamientos inductivos suponen la uniformidad de la naturaleza que, usándolo como premisa mayor, convierte los razonamientos inductivos en deductivos o 'casi-deductivos', pero ello se debe a una serie de inconsistencias inductivas que se cuida de señalar. La consecuencia es que la inferencia inductiva no se presta -según Hempel- a establecer en forma categórica una conclusión aunque se sepa o se admita que las premisas son enunciados verdaderos.».

## Russell y el pavo inductivista
El pavo inductivista es una historia propuesta por Bertrand Russell para advertir sobre los peligros de obtener conclusiones basadas únicamente en observaciones, por muchas observaciones de las que podamos disponer. Originalmente, Russell hablaba de un «pollo inductivista» pero Chalmers reformuló la historia desde el punto de vista de un pavo al entender que así la conclusión era más fácil de entender.
Russell cuenta la historia de un pavo que en su primera mañana en una granja avícola comió a las nueve de la mañana; pero al tratarse de un pavo racional e inductivista no sacó conclusiones precipitadas, sino que esperó hasta tener un elevado número de observaciones de que comía a las nueve de la mañana antes de llegar a una conclusión; el pavo realizó múltiples observaciones en una gran variedad de circunstancias, desde distintos días de la semana, distintas estaciones del año, y distintos tipos de clima; animado por dichas observaciones llegó a la conclusión de que «siempre comía a las nueve de la mañana»; sin embargo, la víspera del día de Navidad, en vez de darle comida, le cortaron el cuello, demostrando así la falsedad de su conclusión.
Lo que se pretende con esta historia es mostrar la irracionalidad de la inferencia inductiva, no importa cuantos resultados «verdaderos» se tengan, puede llevarnos a una predicción falsa, y que la ausencia de prueba no es prueba de ausencia.

## Goodman, verdul y el nuevo problema de la inducción
Contra ese telón de fondo Nelson Goodman profundiza y extiende (en 1955 ) un punto implícito en la posición de Hempel. Este es «El nuevo enigma de la inducción y, en general, el problema de la proyección, es entonces, explicar cuales son las bases para la proyección de ciertos predicados -verde, azul, rojo, etc- en el mundo, y no otros -verdul, azerde, etc.». Porque, como dice Goodman, «(las) regularidades están donde usted las encuentra, y se pueden encontrar en cualquier lugar».
Recordemos que un caso clásico de razonamiento inductivo es aquel que concluye que todas las esmeraldas son verdes, a partir de que todas las esmeraldas que se han observado hasta el presente han sido verdes. Goodman define entonces el predicado «verdul» (en inglés grue) de la siguiente manera: el predicado «verdul» «se aplica a todas las cosas que fueron examinadas antes de (el momento) «t» para ver si eran verdes pero (también) a otras cosas que no fueron examinadas y son azules» (algunos autores, a fin de clarificar, usan un momento específico: por ejemplo: 1 de enero del 2222). Conversamente, un objeto es «azerde» (bleen) si fue examinada antes de ‘t» para ver si era azul, etc.
Como se ha sugerido, el interés de Goodman es señalar el problema que, cualquier hecho (más apropiadamente: cualquier observación) puede ser descrito utilizando una variedad indefinida de predicados. De tales predicados se pueden derivar, o dan origen a, un número igualmente indeterminado de hipótesis y así sucesivamente, muchas de las cuales son verificables en principio. Pero, y obviamente, en la práctica tanto diaria como científica, solo algunas de ellas son consideradas. El problema consiste en explicar por qué elegimos las categorías que elegimos y cómo podemos estar seguros de cuales de esos predicados/hipótesis poseen validez.
La respuesta que Goodman sugiere es que utilizamos predicados que son «normalizables» o «legalizables» (lawlike), es decir, que corresponden a nuestras reglas sintácticas (en las palabras de Goodman, el nuevo problema de la inducción es decidir: «si el predicado es "bien comportado" - es decir, si es el caso que hipótesis universales simples que se le aplican son normalizables».). Pero, Goodman nota, tal correspondencia no garantiza corrección semántica, no garantiza correspondencia a la realidad. Nuestras categorías semánticas entonces son simplemente una cuestión de costumbre: «No hay ninguna diferencia de principio entre los predicados que utilizamos y los que podríamos utilizar, sino más bien una diferencia pragmática en el hábito, o de "arraigo" de ciertos predicados y no otras.».
Lo anterior transforma profundamente la concepción del problema la inducción: «El problema de justificar la inducción ha sido desplazado por el problema de definir la confirmación, y nuestro trabajo al respecto nos ha dejado con el problema residual de distinguir entre hipótesis confirmables y hipótesis no confirmables. Uno puede decir, en general, que la pregunta original era "porqué una instancia positiva de una hipótesis nos da bases para predecir instancias futuras" y que la pregunta nueva es "qué es una instancia positiva de una hipótesis" y que la pregunta, crucial, que permanece es "cuales hipótesis son confirmables por instancias positivas».
Lo anterior da origen a una visión constructivista del mundo. Sugiriendo, al mismo tiempo, una heurística parsimoniosa en la selección o uso de predicados. Pero no nos dice cuales hipótesis podemos escoger, o más apropiadamente, cuales criterios debemos utilizar para escoger tanto predicados como hipótesis.
La propuesta de Goodman se basa, a grandes rasgos, en la aproximación de Hempel, de acuerdo a quien las hipótesis empíricas se confirman cuando sus predicciones observables se corroboran y se desmienten cuando no. Esto nos da una regla formal para decidir y/o juzgar la evidencia, a diferencia del principio de uniformidad, que hace la suposición que el universo es «legal» (se comporta de acuerdo a «leyes naturales» descubribles). Esta sugerencia en general no es realmente novedosa. Lo que si lo es en la propuesta de Goodman es su sugerencia de cómo es que las reglas de la inducción llegan a justificarse:
«Pero, ¿cómo se determina la validez de las normas?... Los principios de la inferencia deductiva se justifican por su conformidad con la práctica deductiva aceptada. Su validez depende de su conformidad con las inferencias deductivas particulares que hacemos y sancionamos en realidad. Si una regla produce inferencias inaceptables, la descartamos como no válida... El punto es que las reglas y las inferencias particulares por igual se justifican porque son llevadas a un acuerdo entre sí. Una regla es modificada si produce una inferencia que no estamos dispuestos a aceptar; una inferencia se rechaza si viola una regla no estamos dispuestos a modificar. El proceso de justificación es la delicada tarea de realizar ajustes mutuos entre las normas y las deducciones aceptadas, y en el acuerdo alcanzado se encuentra la única justificación necesaria para cualquiera de ellas. Todo esto se aplica igualmente bien a la inducción. Una inferencia inductiva también se justifica por conformidad con normas generales, y la regla general por conformidad con las inferencias inductivas aceptadas. Las predicciones se justifican si se ajustan a los cánones vigentes de la inducción, y los cánones son válidos si codifican precisamente la práctica inductiva aceptada. Un resultado de este análisis es que podemos dejar de atormentarnos con ciertas cuestiones espurias sobre la inducción.».
Lo anterior ha dado origen a la aproximación del llamado Equilibrio reflexivo, entendido como un estado de equilibrio o coherencia entre un conjunto de creencias al que se llega por un proceso de deliberación y ajuste mutuo entre los principios generales y los juicios particulares. A pesar de que Goodman no utilizó el término, introdujo el método del equilibrio reflexivo como una aproximación para justificar los principios de la lógica inductiva. El término fue acuñado por John Rawls, quien lo popularizó en su célebre Teoría de la justicia como un método para llegar al contenido de los principios de la justicia.

### En línea
- El método inductivo Archivado el 6 de agosto de 2011 en Wayback Machine.
- Razonamiento inductivo Archivado el 31 de agosto de 2012 en Wayback Machine. (lección condensada)
- TEMA 9: Razonamiento Inductivo
- Antonio Aznar G: CAPÍTULO 2. INDUCTIVISMO (en "Curso de Metodología de la Ciencia Económica")
- Gladys Dávila N (2006) El razonamiento inductivo y deductivo dentro del proceso investigativo en ciencias experimentales y sociales
- Vázquez Gutiérrez, Ricardo (2010): Hacia una teoría contextualista del razonamiento inductivo centrada en prácticas inferenciales
- Huberto Marraud (2004):La complejidad estructural del razonamiento inductivo (p 477 y sig de "Actas del IV Congreso de la Sociedad de Lógica, Metodología y Filosofía de la Ciencia en España")
- CARMEN MARGARITA SANTANA DE LA CRUZ (2006): Explicación, experimentos y tecnología (enlace roto disponible en Internet Archive; véase el historial, la primera versión y la última).
- María Consuelo C y Encarnación Castro (2006): UNA METODOLOGÍA PARA EL ANÁLISIS DEL RAZONAMIENTO INDUCTIVO BASADA EN LA RESOLUCIÓN DE PROBLEMAS
- Gonzalo Génova Los tres modos de inferencia (conveniente para leer Peirce)
- Charles Sanders Peirce (1878): DEDUCCIÓN, INDUCCIÓN E HIPÓTESIS
- Rudolf Carnap (1992): Autobiografía intelectual
- Alan F. CHALMERS (1982): El problema de la inducción
- Waleska Cornejo Allende: El problema de la inducción
- Richard Swinburne; Bertrand Russell; et al: La justificación del razonamiento inductivo Madrid: Alianza Editorial, 1976.
- Juan Manuel Jaramillo U: La justificación pragmática de la inducción
- SILVIO PINTO (2002): EL BAYESIANISMO Y LA JUSTIFICACION DE LA INDUCCION
- Segundo Gutiérrez C (1981): Inferencia estadística e inducción
- Diego Aísa Moreu (1989) La lógica inductiva probabilitaria de R. Carnap y la lógica inductiva neoclásica de L.J. Cohen. Semejanzas y diferencias
- Ignacio Ávila C (2002): El nuevo enigma de la inducción y los términos de clase natural
- Salvador Gutiérrez Ordóñez: Lingüística y semántica: (aproximación funcional
- DAMIÁN ISLAS MONDRAGÓN* El Debate Epistemológico sobre el Realismo Convergente

### Libros
- Black, M.: Inducción y probabilidad, Madrid: Cátedra, 1979.
- — La justificación del razonamiento inductivo, Madrid: Alianza Editorial, 1976.
- Boudot, M.: Lógica inductiva y probabilidad, Madrid, 1979.
- Hempel, C. G.: La explicación científica, Buenos Aires: Paidos, 1979.
- Klimovsky, Gregorio (1995). Las desventuras del conocimiento científico. a-Z editora.
- Lakatos, I.: Historia de la ciencia y sus reconstrucciones racionales, Madrid, 1974.
- — Pruebas y Refutaciones. La lógica del descubrimiento matemático, Madrid, 1976.
- — Matemáticas, ciencia y epistemología, Madrid, 1981.
- Neisser, U.: Procesos cognitivos y realidad, Madrid, 1981.
- Swinburne, R. (Ed.): La justificación del razonamiento inductivo, Madrid, 1976.
- Toulmin, S.: La comprensión humana. I. El uso colectivo y la evolución de los conceptos, Madrid: Alianza Editorial, 1977.
- José A. Díez, C. Ulises Moulines (1997- 2008) Fundamentos de Filosofía de la Ciencia cap 2 y 12
- Antonio Diéguez L (2005): "Filosofía de la Ciencia"; esp, cap 2 y 7

- Datos: Q484511
- Multimedia: Inductive reasoning / Q484511